# Venta Silurum
Koordinaten: 51° 37′ N, 2° 46′ W

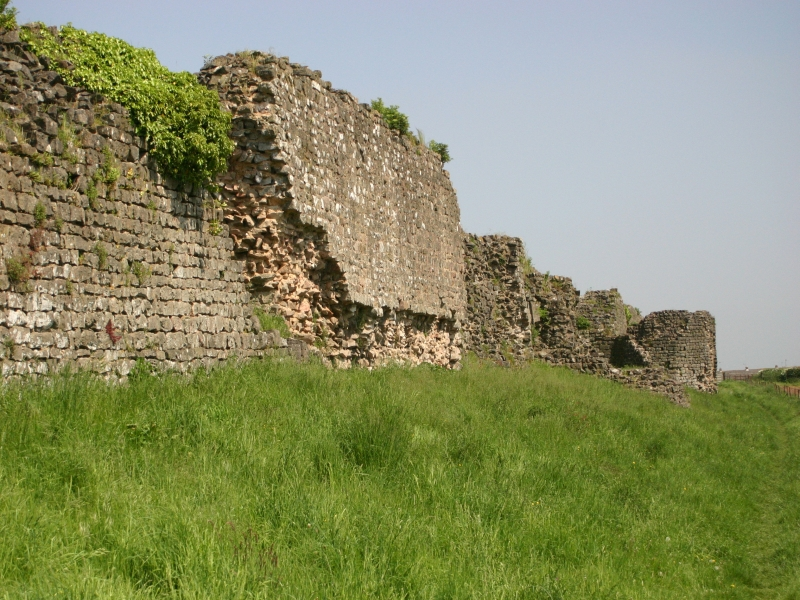
Reste der Stadtmauer

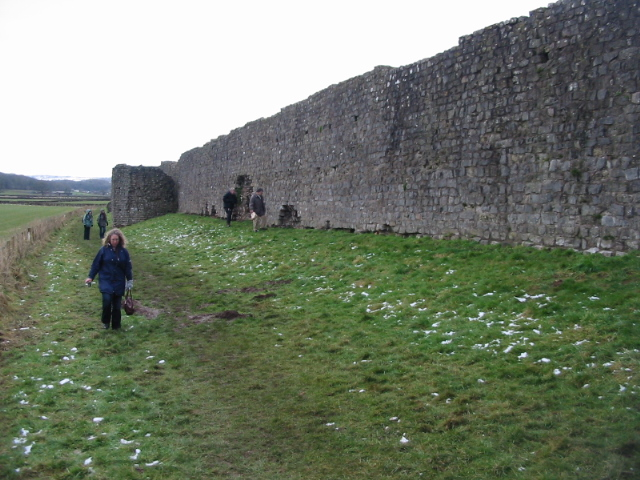
Die südliche Stadtmauer

Venta Silurum, besser bekannt als Caerwent (der heutige Name des nahegelegenen Dorfes), war der antike Name einer römischen Stadt in der Grafschaft Monmouthshire im heutigen Wales (Großbritannien).
Das Stadtareal wurde nur zu einem kleinen Teil in der Neuzeit überbaut und konnte deswegen großflächig ausgegraben und untersucht worden. Nach Silchester ist es die am besten erforschte römische Zivilsiedlung Britanniens. Vor allem ihre Wehrmauern sind bis zu einer beachtlichen Höhe erhalten geblieben. Die größeren Ausgrabungskampagnen entsprachen nicht dem heutigen wissenschaftlichen Standard, so dass vor allem die Baugeschichte der einzelnen Gebäude nicht immer zur Gänze geklärt werden konnte. Das Stadtareal und ihre Anlagen stehen unter Denkmalschutz (scheduled monument).

## Geschichte
Venta Silurum war Verwaltungsmittelpunkt (cívitas) des Stammesgebietes der Silurer, die noch bis zum Jahr 78 n. Chr. erbitterten Widerstand gegen die römische Expansion in Britannien geleistet hatten. Sie wurde deswegen wohl auch erst kurz nach 78 n. Chr. gegründet. Die Straßen waren nach römischen Standard in einen rechtwinkligen Raster angelegt, ihre Befestigungen bestanden aus einer mit vorkragenden Türmen bewehrten Stadtmauer, die zusätzlich von Gräben umgeben war. Mit einer Ausdehnung von nur ca. 300 × 350 m war sie jedoch relativ klein. Die Stadt wurde – wie viele römischen Siedlungen in Britannien – im fünften Jahrhundert wieder aufgegeben und verlassen.

## Stadtmauern
Erste Befestigungsanlagen sind vermutlich erst in der zweiten Hälfte des zweiten Jahrhunderts errichtet worden. Es handelte sich dabei um einfache Erdwälle mit einem vorgesetzten Graben. Im vierten Jahrhundert sind diese Erdwerke mit Stein verkleidet worden. Nur im Norden und Osten scheint die Mauer über den Graben erbaut worden zu sein. Die Mauer umfasst ein Areal von etwa 18 Hektar und ist heute bis zu 5,2 Meter hoch erhalten geblieben. Vier Tore sind bekannt, wobei Ost- und Westtor etwas größer dimensioniert sind.

## Forum
Mittelpunkt der Stadt war das Forum, dessen Fläche eine ganze Insula einnahm. Es bestand aus einem freien Platz, der von in einem Säulengang (Portikus) untergebrachten kleinen Läden umgeben war; im Norden stand die Basilika. Diese hatte zum großen Platz hin eine Fassade aus Säulen und konnte von dort aus auch über eine dreistufige Treppe betreten werden. Es gab aber auch noch Türen an den Schmalseiten, die direkt auf die Straße führten. Der langgestreckte Bau war 38,3 m lang und 18,9 m breit. Ein Seitenschiff stützte sich auf Säulen mit korinthischen Kapitellen die etwa 9,1 m hoch waren. Die Wände des großen Saales waren bemalt. An ihrem Nordende befanden sich die Kurie und Verwaltungsbüros. Die Kurie war mit einem Bodenmosaik und Wandmalereien ausgestattet. Die Entstehungszeit des Forums ist umstritten, Münzfunde lassen darauf schließen, dass es zur Zeit Kaiser Hadrians errichtet wurde.

## Sonstige Bauten

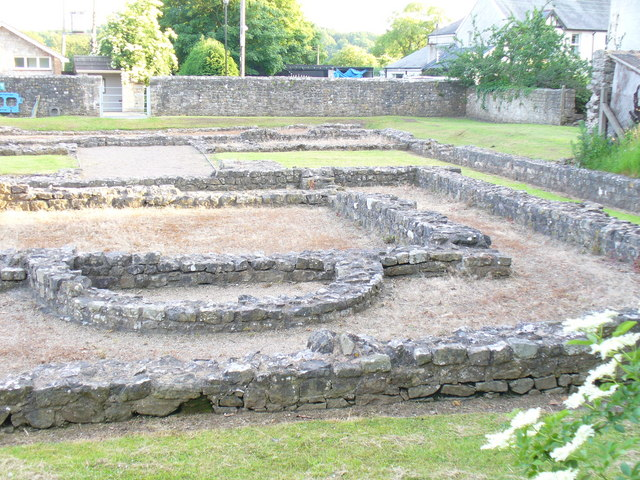
Die Reste des Tempels

Östlich des Forums stand ein Tempel, der wohl dem Mars geweiht war, obwohl andere Gottheiten auch in Frage kommen und Reste weiterer Tempel ausgegraben wurden. Auf einer Statuenbasis und einem Altarstein aus der Römerzeit wurden Weiheinschriften für die Götter Mars Ocelus und Mars Vellaunus gefunden. Die Statuenbasis fand sich wiederverbaut in einem Haus und ist am 23. August 152 von M. Nonius Romanus geweiht worden. Der Altar stand in einem anderen Haus und ist von dem optio Aelius Augustinus. Bei dem Tempel neben dem Forum handelte es sich um einen Gallo-römischen Umgangstempel. Der Tempel wurde nicht vor 330 n. Chr. errichtet, davor standen hier ein Holzhaus mit Werkstatt. Der Tempel wurde von Süden betreten. Man gelangte in eine lange, enge Eingangshalle mit einer Apsis auf der Ostseite. Von der Halle gelangte man auf einem Hof auf dessen Nordseite der eigentliche Tempel stand, auch dieser hatte an der Nord/Rückwand eine Apsis. Der Tempel scheint bis an das Ende des vierten Jahrhunderts in Betrieb gewesen zu sein.
Etwas nördlich vom Forum stand ein Amphitheater. Ein weiterer Rundtempel fand sich außerhalb der Stadtmauern. Die Stadt hatte auch mindestens zwei Thermen. Insgesamt war das kleine Stadtgebiet dicht bebaut. An Wohnbauten wurden verschiedene Peristylhäuser nachgewiesen, von denen einige reich mit Mosaiken ausgestattet waren. 59 Mosaiken (Stand 2010) sind aus dem Stadtgebiet bekannt.